# Lindenfels
Lindenfels – miasto uzdrowiskowe w Niemczech, w kraju związkowym Hesja, w rejencji Darmstadt, w powiecie Bergstraße.

## Współpraca
Miejscowości partnerskie:
- Glattbach, Bawaria (kontakty utrzymuje dzielnica Glattbach)
- Moëlan-sur-Mer, Francja
- gmina Pawłowiczki, Polska

## Osoby urodzone w Lindenfels
- Timo Glock – kierowca wyścigowy